# Ciumbuleuit
Ciumbuleuit is een bestuurslaag in de stadsgemeente Kota Bandung van de provincie West-Java, Indonesië. Ciumbuleuit telt 21.555 inwoners (volkstelling 2010).